# Nohant-en-Graçay

Nohant-en-Graçay este o comună în departamentul Cher, Franța. În 1 ianuarie 2022 avea o populație de 292 de locuitori.